# КК Сан Себастијан Гипускоа
КК Сан Себастијан Гипускоа (шп. San Sebastián Gipuzkoa BC) је шпански кошаркашки клуб из Сан Себастијана. Тренутно се такмичи у АЦБ лиги.

## Историја
Клуб је основан 2001. године а први пут је заиграо у АЦБ лиги у сезони 2006/07. Већ у првој сезони су освојили последње место и вратили се у нижи ранг али су се након само једне сезоне вратили у АЦБ лигу где играју до данас. Најбољи пласман им је био у сезони 2011/12. када је освојено пето место у регуларном делу сезоне, али су испали већ у првој рунди плејофа од Валенсије. Клуб је из спонзорских разлога раније био познат као Бруеса и Лагун Аро.

## Познатији играчи
- Бојан Поповић
- Иван Паунић
- Домен Лорбек
- Девин Смит